# Nathan Crowley
Nathan Crowley (ur. 28 lutego 1966 w Londynie) – brytyjski scenograf filmowy.
Ukończył projektowanie 3D na angielskiej uczelni Brighton School of Art (obecnie Uniwersytet w Brighton). Stały współpracownik reżysera Christophera Nolana – pracowali wspólnie przy ośmiu wysokobudżetowych produkcjach.
Crowley był sześciokrotnie nominowany do Oscara za najlepszą scenografię do filmów: Prestiż (2006), Mroczny Rycerz (2008), Interstellar (2014), Dunkierka (2017), Pierwszy człowiek (2018) i Tenet (2020). Otrzymał też nominację do Nagrody Emmy za serial Westworld oraz pięć nominacji do nagrody BAFTA. W 2024 otrzymał nagrodę specjalną 32. festiwalu EnergaCamerimage w Toruniu.